# Paractenopsyllus grandidieri
Paractenopsyllus grandidieri är en loppart som beskrevs av Klein 1965. Paractenopsyllus grandidieri ingår i släktet Paractenopsyllus och familjen smågnagarloppor. Inga underarter finns listade i Catalogue of Life.